# Unterseeboot 863
Le Unterseeboot 863 (ou U-863) est un sous-marin allemand construit pendant la Seconde Guerre mondiale.

## Historique
L'U-863 passe son temps d'entraînement initial à la 4. Unterseebootsflottille à Stettin en Poméranie jusqu'au 30 juin 1944, où il rejoint son unité de combat la 12. Unterseebootsflottille à Bordeaux.
Quittant Bordeaux pour sa première patrouille, l'U-863 est attaqué le 20 juillet 1944 par un avion norvégien De Havilland DH.98 Mosquito de l'escadrille Sqdn 333 par deux charges de profondeurs et des coups de canon de 57 mm. L'U-Boot constate des dommages et retourne à sa base pour réparation. Il reprend la mer le 26 juillet 1944.
L'U-863 coule le 29 septembre 1944 dans l'Atlantique sud, à l'est-sud-est de Recife au Brésil, à la position géographique de 10° 45′ S, 25° 30′ O par des charges de profondeurs lancées par de deux bombardiers américains Consolidated B-24 Liberator de l'escadrille VB-17/B-9. 
Les soixante-neuf membres de l'équipage meurent dans cette attaque.

## Affectations successives
- 4. Unterseebootsflottille du 3 novembre 1943 au 30 juin 1944
- 12. Unterseebootsflottille du 1er juillet 1944 au 29 septembre 1944

## Commandement
- Kapitänleutnant Dietrich von der Esch du 3 novembre 1943 au 29 septembre 1944

## Navires coulés
L'U-863 n'a coulé, ni endommagé de navire au cours de l'unique patrouille qu'il effectua.

## Sources
- (en) U-863 sur le site Uboat.net